# Басан Олексій
Басан Олексій (? — 5 лютого 1919) — поручник УГА. Колишній офіцер австро-угорської армії. Наприкінці 1918 р. вступив до Летунського відділу Галицької армії. Загинув під час практичних занять з вивчення авіаційної бомби. Похований у м. Красне.